# Yūma Ishigaki
Yūma Ishigaki (石垣 佑磨 Ishigaki Yūma?,  Prefectura de Gifu, Japón, 28 de agosto de 1982) es un actor japonés, afiliado a Horipro. Nació en Gifu, pero fue criado en Nerima, Tokio.

## Filmografía

### Películas
- Lovers' Kiss (2003)
- Azumi (2003)
- Battle Royale II: Réquiem (2003)
- Azumi 2 (2005)
- 13 asesinos (2010)
- Red Tears (2011)
- Ninja Kids!!! (2011)
- Hard Romantic-er (2011)
- Hakuji no Hito (2012)
- Uchū Keiji Gyaban Za Mūbī (2012)
- Kamen Rider × Super Sentai × Space Sheriff: Super Hero Taisen Z (2013)
- Jūyūshi (2016)[1]
- Cherry Boys (2018)
- Nobutora (2021), Takeda Nobunao
- Tora no Ryūgi (2022)

### TV drama
- Uchū Sentai Kyuranger (2017) Geki Jumonji/Gavan Type G (Episodio 18)
- Tokumei Sentai Go-Busters (2012) Geki Jumonji/Gavan Type G (Episodios 31 & 32)
- Mieru Onna Tsukiko (NTV, 2011)
- BOSS as Ikegami Kengo (Fuji TV, 2009, ep. 10-11)
- LOVE GAME as Hidekatsu (NTV, 2009, ep. 8)
- Hanazakari no Kimitachi e SP como Tennoji Megumi (Fuji TV, 2008)
- Yagyu Ichizoku no Inbo (TV Asahi, 2008)
- Lotto 6 de San-oku Ni-senman En Ateta Otoko como Satake Shuichi (TV Asahi, 2008)
- Asakusa Fukumaru Ryokan 2 (TBS, 2007)
- Hanazakari no Kimitachi e (Fuji TV, 2007)
- Natsu Kumo Agare (NHK, 2007)
- Asakusa Fukumaru Ryokan (TBS, 2007)
- Renai Shousetsu (TBS, 2006)
- Shimokita Sundays (TV Asahi, 2006)
- Yaoh (TBS, 2006)
- Tenka Souran (TV Tokyo, 2006)
- Holyland (TV Tokyo, 2005)
- Division 1 Yuku na! Ryoma (Fuji TV, 2005)
- Ganbatte Ikimasshoi (KTV, 2005, ep1)
- Engine (Fuji TV, 2005)
- H2 (TBS, 2005)
- Yonimo Kimyona Monogatari Aketekure (Fuji TV, 2004)
- Ace wo Nerae Kiseki e no Chousen (TV Asahi, 2004)
- Ace wo Nerae! (TV Asahi, 2004)
- Ranpo R Kuro Tokage (NTV, 2004)
- Yankee Bokou ni Kaeru (TBS, 2003)
- Water Boys (TBS, 2003)
- Gokusen (NTV, 2002)
- R-17 (TV Asahi, 2001)
- Densetsu no Kyoshi (NTV, 2000)

### Anime
- Black Jack: The Two Doctors of Darkness (2005)